# AFC President’s Cup 2006

Wettbewerbslogo

Der AFC President’s Cup 2006 war die zweite Ausgabe des AFC President’s Cups, dem Vereinswettbewerb für die schwächsten asiatischen Fußball-Verbände. Alle acht teilnehmenden Mannschaften waren amtierende Landesmeister. Gespielt wurde in zwei Gruppen mit je 4 Mannschaften. Die beiden bestplatzierten jeder Gruppe qualifizierten sich für das Halbfinale. Das Turnier fand vom 10. Mai bis 21. September 2006 in Kuching, Malaysia statt.

## Qualifizierte Mannschaften
- Gruppe A: Khemara ( Kambodscha), Tatung FC ( Taiwan), Pakistan Army FC ( Pakistan), Transport United ( Bhutan)
- Gruppe B: Vakhsh Qurghonteppa ( Tadschikistan), Dordoi-Dynamo ( Kirgisistan), Manang Marsyangdi Club ( Nepal), Ratnam SC ( Sri Lanka)

## Gruppenphase

### Gruppe A
| Pl. | Verein           | Sp. | S | U | N | Tore    | Diff. | Punkte |
| --- | ---------------- | --- | - | - | - | ------- | ----- | ------ |
| 1.  | Khemara          | 3   | 2 | 1 | 0 | 008:300 | +5    | 07     |
| 2.  | Tatung FC        | 3   | 2 | 0 | 1 | 010:600 | +4    | 06     |
| 3.  | Transport United | 3   | 1 | 0 | 2 | 002:700 | −5    | 03     |
| 4.  | Pakistan Army FC | 3   | 0 | 1 | 2 | 002:600 | −4    | 01     |

| 10. Mai, 2006    |     |                  |                          |
| Pakistan Army FC | 1:4 | Tatung FC        | Sarawak Stadium, Kuching |
| Khemara          | 2:1 | Transport United | Sarawak Stadium, Kuching |
| 12. Mai, 2006    |     |                  |                          |
| Transport United | 1:0 | Pakistan Army FC | Sarawak Stadium, Kuching |
| 13. Mai, 2006    |     |                  |                          |
| Tatung FC        | 1:5 | Khemara          | Sarawak Stadium, Kuching |
| 14. Mai, 2006    |     |                  |                          |
| Pakistan Army FC | 1:1 | Khemara          | Sarawak Stadium, Kuching |
| Tatung FC        | 5:0 | Transport United | Sarawak Stadium, Kuching |

### Gruppe B
| Pl. | Verein                 | Sp. | S | U | N | Tore    | Diff. | Punkte |
| --- | ---------------------- | --- | - | - | - | ------- | ----- | ------ |
| 1.  | Vakhsh                 | 3   | 2 | 0 | 1 | 006:400 | +2    | 06     |
| 2.  | Dordoi-Dynamo          | 3   | 2 | 0 | 1 | 005:300 | +2    | 06     |
| 3.  | Manang Marsyangdi Club | 3   | 1 | 0 | 2 | 003:500 | −2    | 03     |
| 4.  | Ratnam SC              | 3   | 1 | 0 | 2 | 003:500 | −2    | 03     |

| 11. Mai, 2006          |     |                        |                          |
| Manang Marsyangdi Club | 0:2 | Ratnam SC              | Sarawak Stadium, Kuching |
| Dordoi-Dynamo          | 0:3 | Vakhsh Qurghonteppa    | Sarawak Stadium, Kuching |
| 13. Mai, 2006          |     |                        |                          |
| Ratnam SC              | 0:3 | Dordoi-Dynamo          | Sarawak Stadium, Kuching |
| Vakhsh Qurghonteppa    | 1:3 | Manang Marsyangdi Club | Sarawak Stadium, Kuching |
| 15. Mai, 2006          |     |                        |                          |
| Manang Marsyangdi Club | 0:2 | Dordoi-Dynamo          | Sarawak Stadium, Kuching |
| Ratnam SC              | 1:2 | Vakhsh Qurghonteppa    | Sarawak Stadium, Kuching |

## Halbfinale
In den Halbfinalspielen trafen die Gruppenersten und -zweiten über Kreuz aufeinander.
| Datum        |                     | Ergebnis |               | Ort                      |
| ------------ | ------------------- | -------- | ------------- | ------------------------ |
| 15. Mai 2006 | Khemara             | 0:3      | Dordoi-Dynamo | Sarawak Stadium, Kuching |
| 18. Mai 2006 | Vakhsh Qurghonteppa | 3:1      | Tatung FC     | Sarawak Stadium, Kuching |

## Finale
| Datum        |               | Ergebnis  |                     | Ort                    |
| ------------ | ------------- | --------- | ------------------- | ---------------------- |
| 20. Mai 2006 | Dordoi-Dynamo | 2:1 n. V. | Vakhsh Qurghonteppa | Punjab Stadium, Lahore |

| AFC President’s Cup 2006 Dordoi-Dynamo Erster Titel |